# یانوس رایدال
یانوس رایدال (استونیایی: Jaanus Raidal؛ زادهٔ ۱۹ سپتامبر ۱۹۶۳) سیاستمدار و نماینده سابق مجلس اهل استونی است.